# Női könnyűsúlyú kétpárevezős a 2012. évi nyári olimpiai játékokon
A 2012. évi nyári olimpiai játékokon evezésben a női könnyűsúlyú kétpárevezős versenyszámot július 29. és augusztus 4. között rendezték Eton Dorney-ben. A versenyt a Katherine Copeland, Sophie Hosking összeállítású brit páros nyerte a kínai és a görög egység előtt.

## Versenynaptár
Az időpontok helyi idő szerint, zárójelben magyar idő szerint olvashatóak.
| Dátum                         | Időpont       | Forduló       |
| ----------------------------- | ------------- | ------------- |
| 2012. július 29., vasárnap    | 10:40 (11:40) | Előfutamok    |
| 2012. július 31., kedd        | 10:10 (11:10) | Reményfutamok |
| 2012. augusztus 2., csütörtök | 10:30 (11:30) | Elődöntők     |
| 2012. augusztus 4., szombat   | 10:00 (11:00) | Döntő         |

## Eredmények
Az idők másodpercben értendők.
A rövidítések jelentése a következő:
- QS: Elődöntőbe jutás helyezés alapján
- QC: C-döntőbe jutás helyezés alapján
- QB: B-döntőbe jutás helyezés alapján
- QA: A-döntőbe jutás helyezés alapján

### Előfutamok
Három előfutamot rendeztek, hat-hat, valamint öt hajóval. Az első két helyezett bejutott a elődöntőbe, a többiek a reményfutamba kerültek.
| Helyezés | Nemzet                                                     | Idő      | Mj       |
| 1. futam | 1. futam                                                   | 1. futam | 1. futam |
| -------- | ---------------------------------------------------------- | -------- | -------- |
| 1.       | Nagy-Britannia (GBR) · Katherine Copeland, Sophie Hosking  | 6:56,97  | QS       |
| 2.       | Dánia (DEN) · Anne Lolk Thomsen, Juliane Rasmussen         | 6:59,94  | QS       |
| 3.       | Új-Zéland (NZL) · Louise Ayling, Julia Edward              | 7:02,78  |          |
| 4.       | Kuba (CUB) · Yaima Velazquez Falcon, Yoslaine Dominguez    | 7:12,99  |          |
| 5.       | Argentína (ARG) · Maria Clara Rohner, Milka Kraljev        | 7:33,37  |          |
| 6.       | Egyiptom (EGY) · Sara Mohamed Baraka, Fatma Rashed         | 7:45,23  |          |
| 2. futam |                                                            |          |          |
| 1.       | Görögország (GRE) · Christina Giazitzidou, Alexándra Ciávu | 7:03,66  | QS       |
| 2.       | Ausztrália (AUS) · Bronwen Watson, Hannah Every-Hall       | 7:05,30  | QS       |
| 3.       | Egyesült Államok (USA) · Kristin Hedstrom, Julie Nichols   | 7:08,46  |          |
| 4.       | Hollandia (NED) · Rianne Sigmond, Maaike Head              | 7:10,49  |          |
| 5.       | Kanada (CAN) · Lindsay Jennerich, Patricia Obee            | 7:10,89  |          |
| 6.       | Brazília (BRA) · Luana de Assis, Fabiana Beltrame          | 7:34,37  |          |

| Helyezés | Nemzet                                       | Idő      | Mj       |
| 3. futam | 3. futam                                     | 3. futam | 3. futam |
| -------- | -------------------------------------------- | -------- | -------- |
| 1.       | Kína (CHN) · Hszu Tung-hsziang, Huang Venyi  | 7:15,57  | QS       |
| 2.       | Németország (GER) · Lena Mueller, Anja Noske | 7:19,24  | QS       |
| 3.       | Japán (JPN) · Fukumoto Acumi, Ivamoto Akiko  | 7:30,29  |          |
| 4.       | Dél-Korea (KOR) · Kim Myungshin, Kim Sol Jin | 7:31,98  |          |
| 5.       | Vietnám (VIE) · Pham Thi Thao, Pham Thi Hai  | 7:50,06  |          |

### Reményfutamok
Két reményfutamot rendeztek, hat és öt részvevővel. Az első három helyezett az elődöntőbe jutott, a többiek a C-döntőbe kerültek.
| Helyezés | Nemzet                                             | Idő      | Mj       |
| 1. futam | 1. futam                                           | 1. futam | 1. futam |
| -------- | -------------------------------------------------- | -------- | -------- |
| 1.       | Hollandia (NED) · Rianne Sigmond, Maaike Head      | 7:19,26  | QS       |
| 2.       | Új-Zéland (NZL) · Louise Ayling, Julia Edward      | 7:21,29  | QS       |
| 3.       | Japán (JPN) · Fukumoto Acumi, Ivamoto Akiko        | 7:23,79  | QS       |
| 4.       | Brazília (BRA) · Luana de Assis, Fabiana Beltrame  | 7:27,46  | QC       |
| 5.       | Vietnám (VIE) · Pham Thi Thao, Pham Thi Hai        | 7:37,64  | QC       |
| 6.       | Egyiptom (EGY) · Sara Mohamed Baraka, Fatma Rashed | 7:54,01  | QC       |

| Helyezés | Nemzet                                                   | Idő      | Mj       |
| 2. futam | 2. futam                                                 | 2. futam | 2. futam |
| -------- | -------------------------------------------------------- | -------- | -------- |
| 1.       | Egyesült Államok (USA) · Kristin Hedstrom, Julie Nichols | 7:13,82  | QS       |
| 2.       | Kanada (CAN) · Lindsay Jennerich, Patricia Obee          | 7:15,37  | QS       |
| 3.       | Kuba (CUB) · Yaima Velazquez Falcon, Yoslaine Dominguez  | 7:19,33  | QS       |
| 4.       | Japán (JPN) · Fukumoto Acumi, Ivamoto Akiko              | 7:27,95  | QC       |
| 5.       | Argentína (ARG) · Maria Clara Rohner, Milka Kraljev      | 7:40,72  | QC       |

### Elődöntők
Két elődöntőt rendeztek, hat-hat részvevővel. Az első három helyezett bejutott az A-döntőbe, a többiek a B-döntőbe kerültek. 
| Helyezés | Nemzet                                                     | Idő      | Mj       |
| 1. futam | 1. futam                                                   | 1. futam | 1. futam |
| -------- | ---------------------------------------------------------- | -------- | -------- |
| 1.       | Nagy-Britannia (GBR) · Katherine Copeland, Sophie Hosking  | 7:05,90  | QA       |
| 2.       | Görögország (GRE) · Christina Giazitzidou, Alexándra Ciávu | 7:09,01  | QA       |
| 3.       | Németország (GER) · Lena Mueller, Anja Noske               | 7:10,16  | QA       |
| 4.       | Egyesült Államok (USA) · Kristin Hedstrom, Julie Nichols   | 7:12,61  | QB       |
| 5.       | Új-Zéland (NZL) · Louise Ayling, Julia Edward              | 7:15,06  | QB       |
| 6.       | Kuba (CUB) · Yaima Velazquez Falcon, Yoslaine Dominguez    | 7:21,86  | QB       |

| Helyezés | Nemzet                                               | Idő      | Mj       |
| 2. futam | 2. futam                                             | 2. futam | 2. futam |
| -------- | ---------------------------------------------------- | -------- | -------- |
| 1.       | Kína (CHN) · Hszu Tung-hsziang, Huang Venyi          | 7:10,39  | QA       |
| 2.       | Dánia (DEN) · Anne Lolk Thomsen, Juliane Rasmussen   | 7:10,93  | QA       |
| 3.       | Ausztrália (AUS) · Bronwen Watson, Hannah Every-Hall | 7:12,35  | QA       |
| 4.       | Kanada (CAN) · Lindsay Jennerich, Patricia Obee      | 7:14,83  | QB       |
| 5.       | Hollandia (NED) · Rianne Sigmond, Maaike Head        | 7:19,31  | QB       |
| 6.       | Japán (JPN) · Fukumoto Acumi, Ivamoto Akiko          | 7:34,23  | QB       |

### Döntők

#### C-döntő
A C-döntőt öt egységgel rendezték, a reményfutamok 4-6., ill. 4-5. helyezettjeivel.
| Helyezés (Összesített) | Nemzet                                              | Idő     |
| ---------------------- | --------------------------------------------------- | ------- |
| 1. (13.)               | Brazília (BRA) · Luana de Assis, Fabiana Beltrame   | 7:41,43 |
| 2. (14.)               | Dél-Korea (KOR) · Kim Myungshin, Kim Sol Jin        | 7:44,03 |
| 3. (15.)               | Argentína (ARG) · Maria Clara Rohner, Milka Kraljev | 7:44,62 |
| 4. (16.)               | Vietnám (VIE) · Pham Thi Thao, Pham Thi Hai         | 7:51,82 |
| 5. (17.)               | Egyiptom (EGY) · Sara Mohamed Baraka, Fatma Rashed  | 8:14,17 |

#### B-döntő
A B-döntőt hat egységgel rendezték, az elődöntők 4-6. helyezettjeivel.
| Helyezés (Összesített) | Nemzet                                                   | Idő     |
| ---------------------- | -------------------------------------------------------- | ------- |
| 1. (7.)                | Kanada (CAN) · Lindsay Jennerich, Patricia Obee          | 7:17,24 |
| 2. (8.)                | Hollandia (NED) · Rianne Sigmond, Maaike Head            | 7:20,36 |
| 3. (9.)                | Új-Zéland (NZL) · Louise Ayling, Julia Edward            | 7:22,78 |
| 4. (10.)               | Kuba (CUB) · Yaima Velazquez Falcon, Yoslaine Dominguez  | 7:23,25 |
| 5. (11.)               | Egyesült Államok (USA) · Kristin Hedstrom, Julie Nichols | 7:23,31 |
| 6. (12.)               | Japán (JPN) · Fukumoto Acumi, Ivamoto Akiko              | 7:32,12 |

#### A-döntő
Az A-döntőt hat egységgel rendezték, az elődöntők 1-3. helyezettjeivel. 
| Helyezés | Nemzet                                                     | Idő     |
| -------- | ---------------------------------------------------------- | ------- |
| Arany    | Nagy-Britannia (GBR) · Katherine Copeland, Sophie Hosking  | 7:09,30 |
| Ezüst    | Kína (CHN) · Hszu Tung-hsziang, Huang Venyi                | 7:11,93 |
| Bronz    | Görögország (GRE) · Christina Giazitzidou, Alexándra Ciávu | 7:12,09 |
| 4.       | Dánia (DEN) · Anne Lolk Thomsen, Juliane Rasmussen         | 7:15,53 |
| 5.       | Ausztrália (AUS) · Bronwen Watson, Hannah Every-Hall       | 7:20,68 |
| 6.       | Németország (GER) · Lena Mueller, Anja Noske               | 7:22,18 |